# Pistolet Harrington & Richardson .25
Harrington & Richardson .25 (H&R Self-Loading .25) – amerykański, kieszonkowy pistolet samopowtarzalny produkowany na początku XX wieku. podobnie jak większy Harrington & Richardson .32 pistolet kalibru .25 był wzorowany na konstrukcji firmy Webley & Scott.

## Opis
H&R .25 był bronią samopowtarzalną. Zasada działania oparta na odrzucie zamka swobodnego. Mechanizm uderzeniowy kurkowy, z kurkiem wewnętrznym.
H&R .32 był zasilany z wymiennego, jednorzędowego magazynka pudełkowego umieszczonego w chwycie.
Lufa gwintowana, posiadała sześć bruzd prawoskrętnych.
Pistolet był pozbawiony przyrządów celowniczych.